# 夜叉 -容赦なき工作戦-
『夜叉 -容赦なき工作戦-』（やしゃ ようしゃなきこうさくせん、原題：야차、英題：Yaksha: Ruthless Operations）は、Na Hyeonが監督を務めた、2022年の韓国のスパイアクション映画。
主演はソル・ギョングとパク・ヘス。
中国の瀋陽を舞台に、国家情報院の秘密作戦ブラックチームのリーダーと、チームの監察を命じられた検事を中心に物語が展開する。
2022年4月8日にNetflixで全世界同時配信された。

## キャスト
※括弧内は日本語吹替
- チ・ガンイン - ソル・ギョング（咲野俊介）

国家情報院（NIS；National Intelligence Service）の瀋陽支部長。強引なやり方で目的を達成するため、上層部が頭を抱える存在となっている。通称：「夜叉」。
- ハン・ジフン - パク・ヘス（中川慶一）

ソウル中央地方検察庁の検事。自らの正義を貫いたせいで、NISに出向させられるが、中央本庁へ復帰するために瀋陽支部の特別監察を引き受けたことで、チ・ガンインたちと関わるようになる。柔道の使い手でもある。
- オザワ・ヨシノブ - 池内博之

元CIROのロビイストだが、現在でも日本総領事館に出入りする、アジア最強の日本側スパイ。通称：D7
- ホン課長 - ヤン・ドングン（英語版）（最上嗣生）

NIS瀋陽支部のエージェントで、情報収集などの後方支援を担当している。対外窓口として本部の人間と会うこともある。NIS瀋陽支部の表向きの会社であるサムジン観光のスタッフも兼任する。
- ヒウォン - イエル（英語版）（山根舞）

ブラックチームのベテラン上級エージェント
- ジェギュ - ソン・ジェリム（福田賢二）

ブラックチームのエージェント
- ジョンデ - パク・ジニョン（新祐樹）

ブラックチームの最年少メンバー
- ムン・ジュヨン - イ・スギョン（英語版）（白石涼子）

ムン・ビョンウクの娘
- ヨム・ジョンウォン - チン・ギョン（英語版）（魏涼子）

NISの対外情報活動を担当する第4局長を務める。ハン・ジフンに、本庁への復帰と引き換えに瀋陽支部の特別監察を依頼する。
- リョニ - チン・ソヨン

瀋陽で北朝鮮レストランを経営する女性。裏の顔は、北朝鮮国家保衛省の諜報員。チ・ガンインと持ちつ持たれつの関係。
- イ・チャンヨン - チェ・ウォニョン（花輪英司）

サンイングループの会長。贈収賄等の容疑により、ハン・ジフンから追及されている。
- ファン部長検事 - キム・スンフン（前田雄）

ハン・ジフンの上司
- パク検事 - イ・ジフン（山本高広）

国家情報院に出向中の検事。かつては"正義のブルドーザー"と呼ばれていたが、現在は今の身分を受け入れて、何もしない日々を満喫している。
- ワン教授 - シン・ムンソン（いとうさとる）

情報屋
- イレブン - ヤオ・イーチー（英語版）

瀋陽の、警察も介入できないほどの危険な地域を根城とする臓器密売業者の女性
- ムン・ビョンウク - ナム・ギョンウプ

朝鮮労働党中央委員会3号庁舎9号室、通称「39号室」の室長。39号室は、北朝鮮の資金調達のための外貨を獲得し管理する機関。隠し資産の金庫番。
- ハクチョル - キム・ジョンマン

北朝鮮護衛司令部の要員。ムン・ビョンオクの行方を追う。
- ケンジ - キム・ドンゴン

日本領事館職員で、オザワの部下
その他の吹替キャスト：宮田哲朗、江頭宏哉、矢尾幸子、鶴田真希、櫻庭有紗

### 日本語版スタッフ
- スタジオ：グロービジョン株式会社
- 演出：横田知加子
- 翻訳：江波智子
- 調整：東田直子
- 制作進行：門脇莉子

## 製作

### キャスティング
2019年12月に、ソル・ギョングとパク・ヘスの出演が決定し、同年12月31日までにはキャストのラインナップが確定した。

### 撮影
2019年12月17日にスクリプトリーディング（台本読み合わせ）が行われ、同年12月31日に主要撮影が開始された。その後、撮影は2020年前半に終了した。

## 公開
COVID-19のパンデミックにより劇場公開ができなかったため、2022年4月8日にOTTのenのNetflixで配信された。

## 評価
聯合ニュースのレビューにおいて、キム・ボラムは本作を「北東アジアの不安定な政治情勢を舞台にした脈動するスパイ・スリラー」であると表現している。また、彼は、俳優ソル・ギョングについて、「ガンインをよく演じており、パク・ヘスとは予想外の化学反応を引き起こしている」と評価した。その他にも、「他のスパイ映画とは異なり、危険で容赦ない諜報活動に引き込まれたスパイとしてはアマチュアのエージェントを中心に展開する、アクション満載のスリラーだ」と評価した。 また、「アクションシーン」を高く評価し、「銃撃戦は、この映画の傑出した部分の一つである」と述べている。
Leisure ByteのArchi Senguptaは5点満点中3.5点と評価し、「『Yaksha: Ruthless Operations』は、色彩が豊かな美しい映画で、夜のシーンは特にスカイラインのシーンがうっとりするほど美しい。」と書いている。彼女は上映時間の長さを批判し、「終盤にかけてだるくなる」ことを指摘した。総じて、レビューにおいてSengupta氏は、本作について「面白く、ハイテンションで、見ていて複雑な気持ちになる」と評した。
Ready Steady CutのAbirbhab Maitraは5点満点中2.5点の評価をし、「夜叉チ・ガンイン（ソル・ギョング）と検事ジフン（パク・ヘス）の化学反応」を「この映画のハイライトの一つ」と賞賛している。一方で、Maitraは本作に対して「全体的に中途半端な映画」であるとも評価している。そして、最後にMaitraは、「（この映画は）娯楽の瞬間を与えてくれるが、でこぼこ道がジャマをして、快適でも満足でもない」と総評している。